# Blaine Trump
Martha Lindley Blaine Trump, nata Beard (1957), è una filantropa e socialite statunitense.
Per 29 anni è stata la moglie dell'erede immobiliare Robert Trump.

## Biografia

### Primi anni
Blaine Trump ha trascorso i suoi primi anni in Carolina del Sud, Florida e Alabama. Suo padre, Joseph Beard, era il top manager dell'IBM. Quando aveva dieci anni, la sua famiglia si trasferì a Yokohama. Lì frequentò la Scuola internazionale del Sacro Cuore. Successivamente si è diplomata alla Scuola americana di Parigi a Louveciennes. Blaine ha frequentato il Bennett College a Millbrook, New York, e poi l'Università di Tokio. Successivamente abbandonò la scuola e sposò Peter Retchin.

### Carriera
Blaine ha raccolto fondi per varie organizzazioni. Ha fondato un'organizzazione di beneficenza nel 1985 al culmine della crisi sanitaria, quando molte persone hanno dovuto affrontare malattie e fame durante la pandemia di AIDS.
Nel 1998, Blaine ha ricevuto il Marietta Three Government Service Award dal New Yorkers' Committee.
È vicepresidente del consiglio di amministrazione di God's Love We Deliver, un'organizzazione senza scopo di lucro che consegna cibo a persone con gravi malattie a New York City. È inoltre un fiduciario dell'American Ballet Theatre.
Nel 2017, Blaine Trump e il suo partner Steve Simon hanno partecipato al ballo inaugurale del presidente Donald Trump a Washington.

## Vita privata
Blaine Trump si è sposata e ha divorziato due volte. Il primo marito fu Peter Retchin. Nel 1978 diede alla luce un figlio, Christopher Hollister, che in seguito divenne amministratore immobiliare.
Nel 1980 ha sposato Robert Trump. Il loro matrimonio è durato 29 anni. Nell'ottobre 2004, a Blaine fu diagnosticata un'overdose di pillole. È stata ricoverata al Mount Sinai Hospital di Manhattan, New York . La ragione di ciò era che aveva appreso che suo marito aveva acquistato una casa a Long Island del valore di 3,7 milioni di dollari per la sua segretaria e fidanzata Anne Marie Pallan. Ciò è stato seguito da lunghe cause di divorzio. Il processo si è concluso nel 2009.. Robert Trump ha sposato la sua fidanzata Anne Marie Pallan nel 2020 ed è morto lo stesso anno.